# Bożena Fedorczyk
Bożena Fedorczyk (Polonia, 1º gennaio 1961) è un'attrice polacca.
Attiva in età preadolescenziale e adolescenziale. In Italia, la sua interpretazione relativamente più nota fu quella in Farfalle per un'estate (titolo originale Motyle), film di produzione polacca trasmesso dalla TV dei Ragazzi RAI nell'agosto del 1975, con doppiaggio in italiano.

## Filmografia

### Cinema
- Motyle di Janusz Nasfeter (prima visione il 4 maggio 1973[2]) nel ruolo di Monika. Il film uscì anche col titolo italiano Farfalle per un'estate e relativo doppiaggio, col titolo internazionale Butterflies e col titolo spagnolo Mariposas
- Nie będę cię kochać di Janusz Nasfeter (prima visione il 10 maggio 1974[3]) nel ruolo di Bożena. Il film uscì anche col titolo internazionale I Won't Love You
- La menor di Pedro Masó (1976) nel ruolo di Susan. Il film uscì anche in Brasile col titolo in portoghese A menor violentada (1977)[4]

Non sono documentate sue interpretazioni successive, neanche accreditata con altri nomi.

## Premi
Nel 1975 le fu conferito il premio Domu Kultury Karadzicz nell'àmbito del MFF Fest di Belgrado, per la sua interpretazione in Motyle, insieme a Grażyna Michalska, altra interprete del film.

## Vita privata
È sposata e madre di due figli: Adam e Jan.